# Fireflash

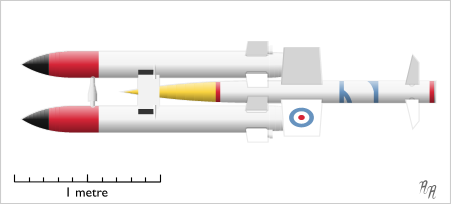
Rysunek

Fireflash – pierwszy brytyjski kierowany pocisk rakietowy powietrze–powietrze.   
Pocisk został opracowany przez firmę Fairey na zlecenie Ministerstwa Zaopatrzenia z maja 1949, w ramach programu Blue Sky, pierwotnie nazwanego Pink Hawk. Pocisk był kierowany w prowadzącej wiązce radarowej. Posiadał nietypową konfigurację: dwa silniki rakietowe umieszczone z przodu, na górze i na dole, zaś sam pocisk umieszczony za silnikami. Taki układ miał zapobiec ewentualnym zakłóceniom powstałym w odbiorze sygnału radiowego, które mogłyby powstać w wyniku pracy silników rakietowych. Konfiguracja powodowała ograniczenie zasięgu i czasu trwania lotu. Wyprodukowano ok. 300 pocisków.  
Zasada naprowadzania polegała na stałym utrzymaniu w celowniku celu, przez co był on opromieniowany wiązką radarową, w której leciał pocisk, korygując swój lot, aby utrzymać się w wiązce. Przez to, pocisk nadawał się jedynie do zwalczania w dzień mało manewrujących celów w rodzaju formacji bombowców z napędem tłokowym (np. Tu-4). 
Pierwotnie testy pocisków prowadzono na przystosowanych samolotach Gloster Meteor NF.11. Pierwsze kierowane odpalenie miało miejsce w 1954 roku. Dalsze próby prowadzono w latach 1956-1957 na samolocie Supermarine Swift F.Mk 7. Pierwsze odpalenie kierowane miało miejsce 15 lutego 1957. W 1957 dopuszczono pocisk do ograniczonego użytku operacyjnego – w praktyce tylko do szkolenia i zdobywania doświadczeń z uwagi na jego ograniczone parametry. W marcu 1957 sformowano 1 Dywizjon Rozwoju Broni Kierowanych (No.1 Guided Weapons Development Squadron) w bazie RAF Valley, który używał samolotów Swift F.Mk 7 do listopada 1958. Odpalono ok. 160 pocisków podczas ćwiczeń, w tym tylko jeden z głowicą bojową (do samolotu Gloster Meteor na poligonie w Woomera).